# Фетица
Фетица, Фечишта или Пола Нера (грч. Πολλά Νερά, до 1926. грч. Φέτσιστα) је насељено место у општини Негуш у периферији Средишња Македонија, Грчка. Према попису из 2021. године било је 119 становника.
Фетица је раније била словенско село. Њено становништво је учествовало у Негушком устанку 1824. године, због чега је била разрушена од стране османског аскера и башибозука и дуго је била пусто насеље. Била је повремено насељена од аромунских сточарских породица. Село је обновљено 1923. године када су насељене грчке избегличке породице из Турске, укупно 78 особа.